# Ukon Wacka
Ukon Wacka – album muzyczny fińskiej grupy folk metalowej Korpiklaani, wydany 4 lutego 2011 przez wytwórnię Nuclear Blast. Album zawiera dziesięć utworów, które razem trwają 41 minut i 7 sekund. Utwór jedenasty, będący coverem piosenki zespołu Motörhead jest dostępny w wersji digipack.
Ukon Wacka to święto ku czci fińskiego boga Ukko.
21 grudnia 2010 roku zespół wydał singel o tytule Ukon Wacka. Znalazły się na nim dwa utwory – Ukon Wacka (05:08) oraz Päät Pois Tai Hirteen (03:14). W pierwszym z nich gościnnie wystąpił Tuomari Nurmio, jako wokalista.

## Lista utworów
Na albumie znalazło się dziesięć utworów, a w wersji digipack dodatkowo jeden bonusowy.
| 1.  | "Louhen Yhdeksäs Poika"                       | 03:25 |
|     |                                               |       |
| 2.  | "Päät Pois Tai Hirteen"                       | 03:14 |
|     |                                               |       |
| 3.  | "Tuoppi Oltta"                                | 03:37 |
|     |                                               |       |
| 4.  | "Lonkkaluut"                                  | 05:41 |
|     |                                               |       |
| 5.  | "Tequila"                                     | 02:44 |
|     |                                               |       |
| 6.  | "Ukon Wacka"                                  | 05:08 |
|     |                                               |       |
| 7.  | "Korvesta Liha"                               | 04:34 |
|     |                                               |       |
| 8.  | "Koivu Ja Tähti"                              | 04:20 |
|     |                                               |       |
| 9.  | "Vaarinpolkka"                                | 02:22 |
|     |                                               |       |
| 10. | "Surma"                                       | 06:20 |
|     |                                               |       |
| 11. | "Iron Fist" (cover Motörhead) - utwór bonsowy | 02:51 |
|     |                                               |       |
|     |                                               | 44:16 |
|     |                                               |       |

## Single

### Ukon Wacka
| 1. | "Ukon Wacka"                              | 05:08 |
|    |                                           |       |
| 2. | "Päät Pois Tai Hirteen" (Peer Günt Cover) | 03:14 |
|    |                                           |       |
|    |                                           | 08:22 |
|    |                                           |       |

## Twórcy
W nagraniach albumu Ukon Wacka udział wzięli:
- Jarkko Aaltonen – gitara basowa
- Jonne Järvelä – gitara elektryczna, wokal
- Matti Johansson – perkusja
- Juho Kauppinen – akordeon
- Jaakko Lemmetty – dudy, flet, jouhikko, skrzypce
- Kalle Savijärvi – gitara elektryczna